# Mark Midler
Mark Pietrowicz Midler (ros. Марк Петрович Мидлер, ur. 24 września 1931 w Moskwie, zm. 31 maja 2012 tamże) – radziecki szermierz, florecista, dwukrotny złoty medalista olimpijski i wielokrotny medalista mistrzostw świata.
Na igrzyskach olimpijskich w Helsinkach w 1952 roku startował we florecie drużynowym i indywidualnym oraz szabli drużynowej, za każdym razem odpadając w pierwszej rundzie. Na rozgrywanych cztery lata później igrzyskach olimpijskich w Melbourne startował tylko we florecie, zajmując piąte miejsce drużynowo i siódme indywidualnie. Podczas igrzysk olimpijskich w Rzymie w 1960 roku wspólnie z Wiktorem Żdanowiczem, Giermanem Swiesznikowem, Jurijem Sisikinem i Jurijem Rudowem zdobył drużynowo złoty medal. W zawodach indywidualnych był piąty. Brał też udział w igrzyskach olimpijskich w Tokio w 1964 roku, gdzie reprezentacja ZSRR w składzie: Wiktor Żdanowicz, Jurij Sisikin, Mark Midler, Gierman Swiesznikow i Jurij Szarow zdobyła złoty medal. Indywidualnie zajął tym razem dziewiąte miejsce. 
Podczas mistrzostw świata w Paryżu w 1957 roku wywalczył srebrny medal w turnieju indywidualnym, przegrywając tylko z Węgrem Mihálym Fülöpem. Na rozgrywancyh rok później mistrzostwach świata w Filadelfii Midler, Rudow, Sisikin i Swiesznikow zajęli drużynowo drugie miejsce. W tej samej konkurencji zdobywał następnie złote medale na mistrzostwach świata w Budapeszcie (1959), mistrzostwach świata w Turynie (1961), mistrzostwach świata w Buenos Aires (1962), mistrzostwach świata w Gdańsku (1963), mistrzostwach świata w Paryżu (1965) i mistrzostwach świata w Moskwie (1966) oraz srebrny na mistrzostwach świata w Montrealu (1967). Ponadto wywalczył brązowy medal indywidualnie na MŚ 1961, plasując się za Polakiem Ryszardem Parulskim i Węgrem Jenő Kamutim).
W latach 1954–1957, 1963 i 1965 zdobywał indywidualne mistrzostwo ZSRR.
Po zakończeniu kariery został trenerem. Prowadził między innymi reprezentację ZSRR na IO 1980, reprezentację WNP na IO 1992 oraz Rosję na IO 1996 i IO 2000. Odznaczony Orderem „Znak Honoru” (1960) i Orderem Honoru (1995).

## Starty olimpijskie (medale)
Rzym 1960
- floret drużynowo – złoto

Tokio 1964
- floret drużynowo – złoto